# Richterago polymorpha
Richterago polymorpha là một loài thực vật có hoa trong họ Cúc. Loài này được (Less.) Roque mô tả khoa học đầu tiên năm 2001.